# Richard Norton Cartwright
Richard Norton Cartwright, britanski general, * 1914, † 1944.